# شهرستان یانگ‌گو (شاندونگ)

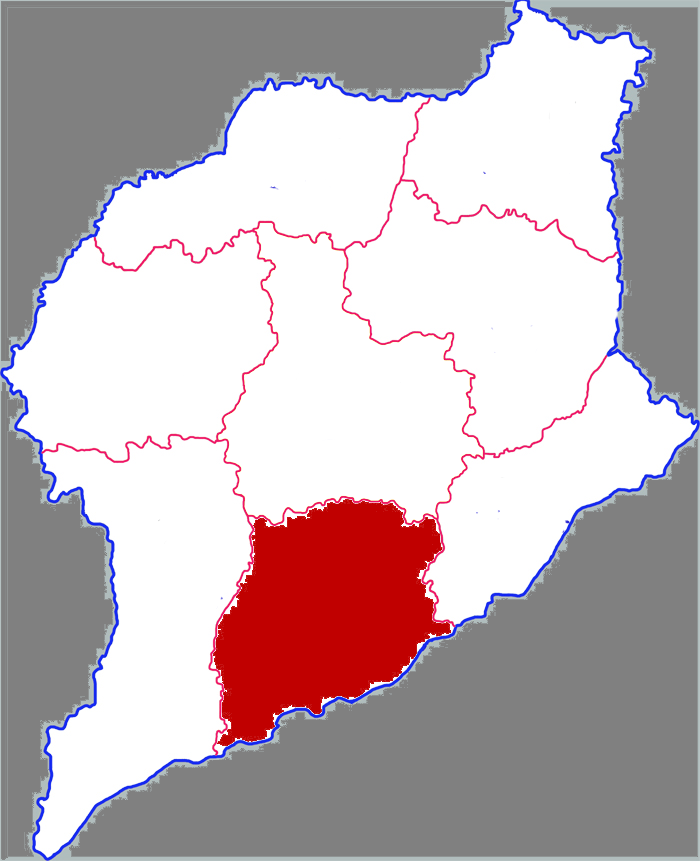
یانگو

یانگو (به لاتین: Yanggu County, Shandong) یک منطقهٔ مسکونی در جمهوری خلق چین است که در لیائوچنگ واقع شده‌است.